# Panssarimiina m/36
A Panssarimiina m/36 egy finn harckocsiakna volt, melyet a téli háború, a második világháború és a folytatólagos háború alatt használtak. Az akna az első ilyen célra épített harckocsiakna volt, amelyet hadrendbe állítottak a finn hadseregnél. Az aknát T. Raatikainen alezredes és Pylkkänen alezredes tervezte. Mindössze 5000 darab készült belőle, mivel gyártása több ok miatt bonyolult volt. A gyújtószerkezet bonyolult kialakítású volt, és úgy tervezték, hogy helyettesíteni lehessen tüzérségi eszközök gyújtószerkezetével, tehát a tüzérségi lövedékeket használhatták az aknák mellett, ezenfelül a fémlemez burkolatot nehéz volt gyártani.
Az akna kör alakú, középen szűkebb alakzattal. Alsó és felső részének pereme recés, ami megakadályozza, hogy jégen vagy fagyott talajon az akna elcsússzon a helyéről.
A második világháború alatt bebizonyosodott, hogy az akna robbanótöltete kevés ahhoz, hogy eltörje a kései szovjet harckocsik lánctalpát, emiatt két kiegészítő töltettel bővítették, melyek egyenként nagyjából 2,5 kg súlyúak voltak. Ezeket az akna alá ásták, hogy kiegészítsék a fő töltetet. Ahol ezek a kiegészítő töltetek nem voltak elhelyezhetőek, ott két aknát ástak egymás alá.
Az aknát a Panssarimiina m/39 akna váltotta 1939-ben, de továbbra is hadrendben maradt.

## Fordítás
- Ez a szócikk részben vagy egészben  a   Panssarimiina m/36 című angol Wikipédia-szócikk ezen változatának fordításán alapul.  Az eredeti cikk szerkesztőit annak laptörténete sorolja fel. Ez a jelzés csupán a megfogalmazás eredetét és a szerzői jogokat jelzi, nem szolgál a cikkben szereplő információk forrásmegjelöléseként.